# 聖心教堂 (直布羅陀)
聖心教堂（Sacred Heart Church），位於直布羅陀的羅馬天主教堂。
教堂採哥德式建築設計。於1874年3月25日奠基，然而直到1888年7月15日才被祝聖。

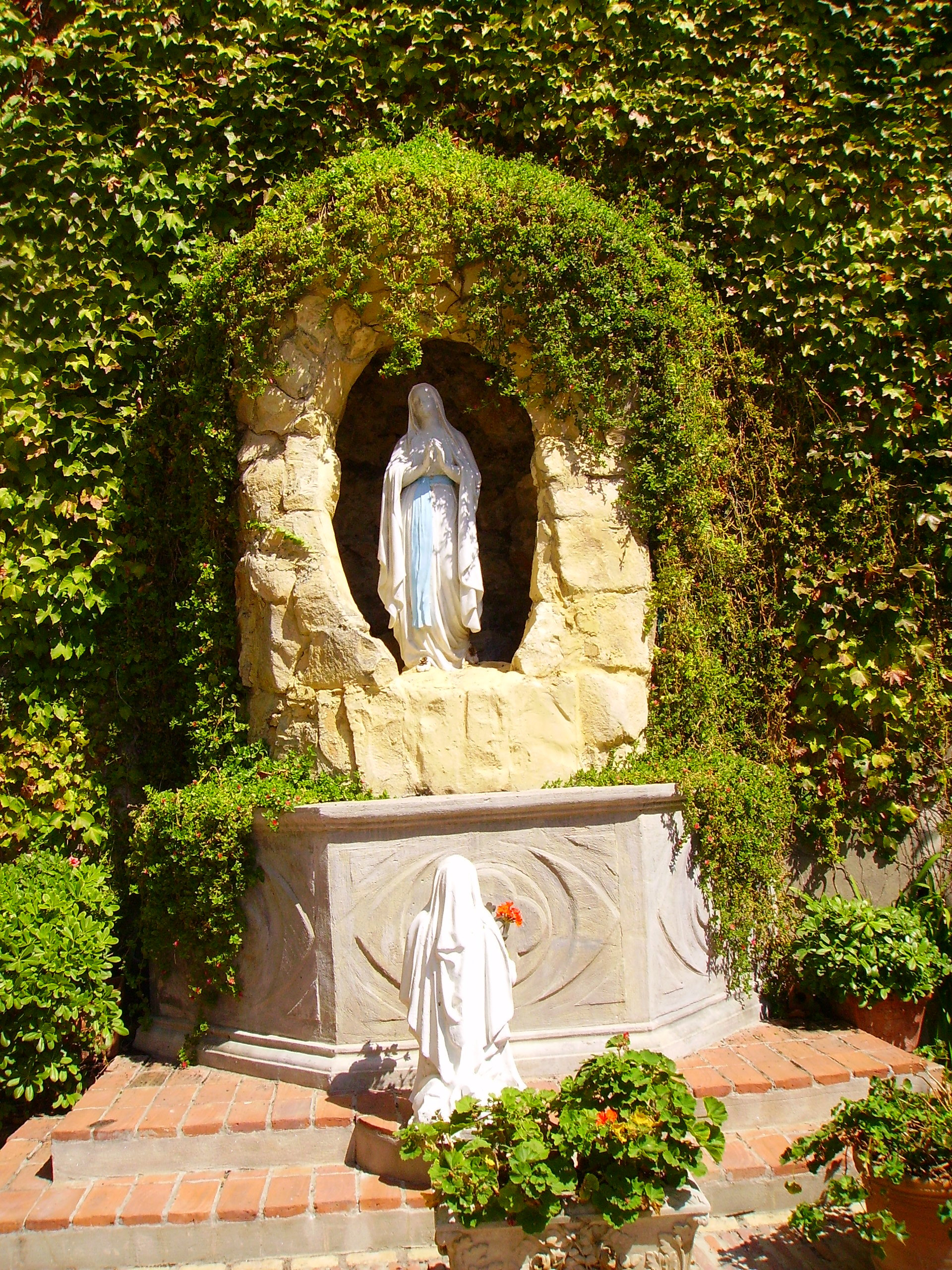
露德聖母石洞

在教堂的庭園裡，有座敬奉露德聖母的石洞。